# Anguina
Genre
Anguina est un genre de nématodes (les nématodes sont un embranchement de vers non segmentés, recouverts d'une épaisse cuticule et menant une vie libre ou parasitaire).

## Liste des espèces
D'après ITIS :
- Anguina agrostris
- Anguina australis
- Anguina poophila
- Anguina spermophaga
- Anguina tritici

D'après nematode.unl.edu :
- Anguina agropyri Kirjanova, 1955
- Anguina agropyronifloris Norton, 1965
- Anguina agrostis (Steinbuch, 1799) Filipjev, 1936
- Anguina amsinckiae (Steiner & Scott, 1935) Thorne, 1961
- Anguina australis Steiner, 1940
- Anguina balsamophila (Thorne, 1926) Filipjev, 1936
- Anguina caricis Solovyeva & Krall, 1982
- Anguina cecidoplastes (Goodey, 1934) filipjev, 1936
- Anguina funesta Price, Fisher & Kerr, 1979
- Anguina graminis (Hardy, 1850) Filipjev, 1936
- Anguina microlaenae (Fawcett, 1938) Steiner, 1940
- Anguina pacificae Cid del Prado Vera & Maggenti, 1984
- Anguina tritici (Steinbuch, 1799) Filipjev, 1936